# Ennio Morricone
Ennio Morricone (født 10. november 1928 i Rom, død 6. juli 2020) var en italiensk filmkomponist. Han er især kendt for sin musik til Sergio Leones spaghettiwesterns. Hvor Leone anslog spagghettiwesternfilmens billedside, så var det Morricone der dannede skole for dens musik, der i Leones film ikke bare var underlægning, men ofte spillede med som en kommentator til handlingen. I 2007 modtog Morricone en æres-oscar for sin lange og tro tjeneste inden for filmbranchen. I 2016 modtog han sin første Oscar for bedste musik for filmen The Hateful Eight.
Morricone komponerede over 500 musikstykker til biograffilm og tv samt mere end 100 klassiske værker. Hans filmografi omfatter endvidere musikken til Giuseppe Tornatores film (siden Cinema Paradiso) foruden film som Slaget om Algier, 1900, The Mission, De uovervindelige, Bugsy, Lige på kornet, Afsløring, Mission to Mars, Ripley's Game og The Hateful Eight.

## Tidlige år
Morricone blev født i Rom som søn af Libera Ridolfi og musikeren Mario Morricone. Familien stammede fra Arpino, nær Frosinone, men Morricone og hans fire søskende voksede op i Trastevere-kvarteret nær Roms centrum.

### Klassisk uddannelse
Allerede som seksårig blev Morricone undervist af sin far, som lærte ham noderne og ligeledes at spille nogle få instrumenter. Han komponerede samtidig flere musikstykker og blev af faderen opmuntret til at udvikle sit naturlige talent herfor. Han var især interesseret i at spille trompet og tog derfor lektioner i dette instrument hos Umberto Semproni.
Morricone blev optaget på konservatorium i 1940 i en alder af 12. Han fuldførte studiet, som omfattede trompet, komposition og koralmusik med diplom. Blandt hans lærere var Goffredo Petrassi, som fik stor indflydelse på ham. Morricone dedikerede som en tak for inspirationen koncertstykker til Petrassi.
I 1946 fik Morricone sit diplom i trompetspil. Efter afholdt eksamen fortsatte han med at studere klassiske kompositioner og arrangementer. I 1952 opnåede han Diplom i instrumentering af orkesterarrangementer (fanfare) med karakteren 9/10 og afsluttede sine studier ved Santa Cecilia Konservatorium i 1954. Ved afgangseksamen fik han Diplom i komposition med 9,5/10.

### Tidlige kompositioner
I 1946 komponerede han den første af i alt syv ungdomssange "Il Mattino" ("Om morgenen") for sang og piano med tekst af Fukuko. I de følgende år skrev han både musik til teaterstykker som klassiske musikstykker for vokal og piano. Blandt disse er "Imitazione" med tekst af den italienske sangskriver Giacomo Leopardi, "Intimità" med tekst af Olinto Dini, "Distacco I" og "Distacco II" med tekst af R. Gnoli og "Oboe Sommerso" for baryton og fem instrumenter med tekst af Salvatore Quasimodo.

## Karriere

### Tidlige værker
I 1953 opfordrede Gorni Kramer og Lelio Luttazzi Morricone til at skrive og arrangere nogle medleyer i amerikansk stil til en serie radioshows. Disse og andre klassiske stykker blev grundlaget for en række værker i perioden 1954 - 1959: Musica per archi e pianoforte (1954), Invenzione, Canone e Ricercare per piano, Sestetto per flauto, oboe, fagotto, violino, viola e violoncello (1955), Dodici Variazione per oboe, violoncello e piano, Trio per clarinetto, corno e violoncello, Variazione su un tema di Frescobaldi (1956), Quattro pezzi per chitarra (1957), Distanze per violino, violoncello e piano, Musica per undici violini, Tre Studi per flauto, clarinetto e fagotto (1958) og Concerto per orchestra (1957), dedikeret til Goffredo Petrassi. Allerede i disse tidlige værker demonstrerede han den fleksibilitet og eklekticisme , som blev et kendetegn for hans personlighed i hele karrieren.

### Kompositioner til radio, tv og popmusik
I 1956 blev Morricone medlem af et jazzband, og han arrangerede popsange for den italienske radiostation RAI. Her blev han fastansat i 1958, men sagde op efter blot en dag på arbejdet, da han opdagede, at de ansattes kompositioner ikke måtte spilles på radiostationen. Kort efter blev Morricone engageret af RCA, hvor han blandt andre arbejdede med Renato Rascel, Rita Pavone og Mario Lanza.
I 1962 arbejdede Morricone sammen med den amerikanske jazzsanger Helen Merrill og arrangerede sangene på EP'en Helen Merrill sings Italian Songs for RCA. Blandt andre arrangementer, han forestod, var Gianni Morandi (Go Kart Twist, 1962), Alberto Lionello (La donna che vale, 1959), Edoardo Vianello (Ornella, 1960, Cicciona cha-cha, 1960, Faccio finta di dormire, 1961; T'ho conosciuta, 1963), Nora Orlandi (Arianna, 1960), Jimmy Fontana (Twist no. 9, Nicole, 1962), Rita Pavone (Pel di carota, 1962, arrangeret af Luis Bacalov), Catherine Spaak (Penso a te, Questi vent'anni miei, 1964), Luigi Tenco (Quello che conta, Tra tanta gente, 1962), Gino Paoli (Nel corso, 1963, skrevet af Morricone sammen med Paoli), Renato Rascel (Scirocco, 1964), Amii Stewart, Rosy Armen (L'Amore Gira), Milva (Ridevi, Metti Una Sera A Cena), Françoise Hardy (Je changerais d'avis, 1966), Mireille Mathieu (Mon ami de toujours, Pas vu, pas pris, 1971, J'oublie la pluie et le soleil, 1974) og Demis Roussos (I Like the World, 1970).
En af de største successer i denne periode var "Ogni volta" (udgivet på engelsk med titlen "Every Time"), som han komponerede i samarbejde med Roby Ferrante i 1963. Sangen blev først fremført live af Paul Anka ved Festival di San Remo i 1964. Indspilningen af denne blev arrangeret af Morricone og solgte mere end tre millioner eksemplarer på verdensplan, deraf omkring en million i Italien alene.
Mina indspillede og opnåede et hit med hans komposition "Se telefonando", som var et af numrene på Studio Uno 66, der blev det femtemest sælgende album i Italien i 1966. Morricones sofistikerede arrangement af "Se telefonando" kombinerede nogle melodiske trompetstykker med et Hal Blaine-inspireret trommespil, et strygerparti og et kvindekor bestående af 60 sangere. Sangen nåede en syvendeplads i Italien og er senere udgivet i coverversioner af adskillige kunstnere, heriblandt Françoise Hardy og Iva Zanicchi (1966), Vanessa and the O's (2007) og Neil Hannon (2008). Ved avisen La Repubblicas hyldest til Mina ved dennes 70 års fødselsdag i 2010 blev sangen ved en afstemning kåret af 30.000 læsere som den bedste sang, Mina nogensinde har indspillet.
I 1987 skrev Morricone en ny udgave af "It Couldn't Happen Here" sammen med Pet Shop Boys. Andre internationale successer opnåede han med La metà di meog Immagina (1988) indspillet af Ruggero Raimondi, Libera l'amore (1989) fremført af Zucchero, Love Affair (1994) by k.d. lang, Ha fatto un sogno (1997) med Antonello Venditti, Di Più (1997) med Tiziana Tosca Donati, Come un fiume tu (1998), Un Canto (1998) og Conradian (2006) med Andrea Bocelli, Ricordare (1998) og Salmo (2000) med Angelo Branduardi og My heart and I (2001) med Sting.

### Første filmopgaver
Efter afgangseksamen i 1954 skrev og arrangerede Morricone som ghostwriter for film, hvor andre komponister var krediteret. Første egentlige filmdebut som komponist var i 1961 med musikken til Luciano Salces Il Federale (The Fascist). I et interview med Fred Karlin udtalte Morricone om sin tidlige filmmusik:
My first films were light comedies or costume movies that required simple musical scores that were easily created, a genre that I never completely abandoned even when I went on to much more important films with major directors. Denne film markerede starten på et længere samarbejde med Luciano Salce.

## Il Gruppo
Gruppo di Improvvisazione di Nuova Consonanza (G.I.N.C.) er en gruppe bestående af komponister, som har skrevet og fået udgivet avantgarde-improvisationer. Den er fortrinsvis baseret på komponister fra Rom. Morricone spillede en hovedrolle i gruppen, hvor han udover at bidrage med kompositioner spillede trompet og fungerede som dirigent. Denne gruppe har udgivet syv album på pladeselskaberne Deutsche Grammophon, RCA og ‘’Cramps’’: Gruppo di Improvvisazione Nuova Consonanza (1966), The Private Sea of Dreams (1967), Improvisationen (1968), The Feed-back (1970), Improvvisazioni a Formazioni Variate (1973), Nuova Consonanza (1975) og Musica su Schemi (1976).
Gruppen er anerkendt i avantgardemusikkens inderkreds som det første eksperimenterende komponistkollektiv og nævnes på niveau med Storbritanniendet britiske kunstnerkollektiv AMM. Teknisk har de eksperimenteret med fusion af klassisk musik og avantgardejazz. Morricones bidrag var blandt andre A Quiet Place in the Country (1969) og Cold Eyes of Fear (1971).

## Spaghettiwesterns
Selv om hans første filmmusik var relativt ubemærket, appellerede den til Sergio Leone, som var en gammel skolekammerat. Han havde lyttet til Peter Tevis version af "A Gringo Like Me" (fra filmen Gunfight at Red Sands) og "Lonesome Billy" (fra Bullets Don't Argue) og var interesseret i denne type musik til sine film. Dette førte til en omvæltning i Morricones karriere i 1964, same år som hans tredje barn Andrea Morricone, som senere selv blev filmkomponist, blev født. Deres første samarbejde var om filmen ’’En nævefuld dollars’’ i 1964. På grund af et stramt budget, som begrænsede hans anvendelse af et fuldt bemandet orkester, benyttede Morricone sig af skud, fløjten, baggrundsstemmer, jødeharpe og elektrisk Fender-guitar i stedet for de store orkesterarrangementer, som var almindelige i westerngenren med John Fords produktioner som forbillede.
Morricone huskede, at Leone havde bedt ham om at skrive "Dimitri Tiomkin-musik" til filmen. Trompettemaet ligner Tiomkins "DeGuella"-tema fra Rio Bravo (1959) (som blev kaldt Un Dollaro D'onore i Italien), mens filmens indledende fløjtemusik peger tilbage til Tiomkins brug af fløjten i sin Gunfight at the O.K. Corral (1957). Selv om den ikke anvendes i den færdige film indspillede Peter Tevis en tekst til Morricones tema til filmen. Som ledsagemusik til den amerikanske udgave af filmen udsendte United Artists Records en anden tekst til Morricones tema ved navn "Lonesome One"med 'Little Anthony and the Imperials. På baggrund af successen med denne film fik Morricone også opgaven med at skrive musikken til de to følgende film i trilogien om Manden uden navn, Hævn for dollars (For a Few Dollars More) fra 1965 og den Den gode, den onde og den grusomme (The Good, the Bad and the Ugly) fra 1966.
På trods af et begrænset budget var Dollars-trilogien en stor publikumssucces. Morricones musik blev ligeledes en stor salgsvare med over tre millioner solgte eksemplarer på verdensplan.
Hovedtemaet til Hævn for dollars blev udgivet i en coverversion med Hugo Montenegro. Babe Ruth ("Theme From a Few Dollars More"), Golden Palominos ("For A Few Dollars More"), Material ("For a Few Dollars More"), og Matti Heinivaho ("Arosusi"). Et remix blev indspillet af Terranova, "For a Few Dollars More (Terranova Remix)". Hugo Montenegros version solgte mere end en million eksemplarer på verdensplan. Montenegros album med samme titel inkluderede et udvalg af Morricones kompositioner fra Dollar-trilogien. J
Kort efter successen med trilogien komponerede Morricone musikken til Once Upon a Time in the West (1968) og Leones sidste western En nævefuld dynamit (1971) og My Name Is Nobody (1973).
Morricones titelmelodi til Once Upon a Time in the West er en af de bedst sælgende instrumentalindspilninger hidtil på verdensplan med ca. millioner solgte eksemplarer. i Frankrig og over 800,000 eksemplarer i Nederlandene. Et af hovedtemaerne fra filmmusikken, "L'uomo dell'armonica", blev kendt over hele verden og solgte mere end 1.260.000 kopier alene i Frankrig. Temaet blev senere samplet i populære sange som Beats Internationals "Dub Be Good to Me" (1990) og The Orbs ambientsingle "Little Fluffy Clouds" (1990). Filmkomponisten Hans Zimmer samplede "A Man with Harmonica" i 2007 i sin komposition "Parlay" (fra soundtracket  Pirates of the Caribbean - at World's End).